# 藤青雲龍輝
藤青雲 龍輝（ふじせいうん たつき、1997年12月5日 - ）は、熊本県熊本市西区出身で、藤島部屋所属の現役大相撲力士。本名は東 龍輝（ひがし たつき）。身長185.0cm、体重143kg、血液型はA型。最高位は西十両2枚目（2025年5月場所）。

## 来歴
熊本市立河内小学校1年次から地元の中村相撲道場で相撲を始めたが、小学校3年次までで一度相撲から離れて、小学校4年次から6年次までは野球を経験、熊本市立河内中学校では柔道部に所属した。文徳高校では相撲部に所属し、明治大学時代は4年次に国体で個人ベスト32入りを経験した。2020年の大学卒業後は凸版印刷に入社して埼玉県内の工場に勤務しながら、相撲部に所属して実業団選手として活動する予定であったが、新型コロナウイルスの感染拡大による影響で試合や練習ができなくなったことで大相撲入門を決意した。
明治大学相撲部の出身者に大相撲藤島部屋付きの14代山分（元幕内・武雄山）がいた縁で藤島部屋に入門し、新弟子検査の年齢制限緩和措置を受けて2021年3月場所で初土俵。この場所は新型コロナウイルス感染拡大防止を目的に前相撲が中止となったため、前相撲を取る予定だった力士は全員が一番出世扱いとなり、新序出世披露は翌5月場所の初日に行われるという異例のデビューとなった。部屋の名前の「藤」と四字熟語の「青雲之志」から取った「青雲」を合わせた「藤青雲」の四股名で初土俵。序ノ口の番付に名前の載った5月場所は同部屋の勝呂（後の藤闘志）とともに7戦全勝とし、優勝決定戦で勝呂を破って序ノ口優勝。序二段に番付を上げた7月場所は7戦全勝としながら長内との優勝決定戦に敗れ、序二段優勝を逃した。三段目に上がった9月場所でも連勝は止まることなく、7戦全勝で三段目優勝を果たした。2022年9月場所は東幕下5枚目まで番付を上げ4勝3敗と幕下5枚目以内で初めて勝ち越した。西幕下2枚目に番付を上げた続く11月場所は、2日目の1番相撲に敗れた後3連勝し、あと1番勝てば勝ち越し、番付運と十両から落ちる力士の数次第では関取昇進も有り得たが、そこから3連敗を喫し負け越しとなった。西幕下5枚目に番付を下げた続く2023年1月場所は1番相撲から2連敗したがその後5連勝した。東幕下2枚目で迎えた3月場所は4勝3敗と勝ち越し。7番相撲が終わった12日目時点で場所後の関取昇進の可能性が生まれた。3月29日、3月場所後の番付編成会議にて5月場所の新十両昇進が決定した。明治大学出身者からは部屋の前身である旧武蔵川部屋の武雄山(14代山分)以来23年ぶりの新十両。新十両に際し「（山分）親方をしたって藤島部屋に入ってよかった。関取の自覚を持っていきたい。少しずつ手本になれるような力士になっていきたい。稽古して体も大きくして準備していきたい」と意気込み、藤島親方は「まだ迫力がない。それがないと上にはいけない。泥だらけの稽古しかない」と厳しく言った。5月場所は14日目に勝ち越しを決め、最終的に9勝6敗で場所を終えた。7月場所は東十両6枚目まで最高位を更新。しかし6月16日に右膝前十字靱帯損傷の負傷、7月7日に7月場所を初日から休場することと、今後入院手術の予定であることが発表された。後に、実際には左膝前十字靱帯を断裂していたことが判明し、7月6日に手術を受けた。手術後3か月間は故郷の熊本県内で療養しながら福岡県内の病院等に通ってリハビリに専念。同年12月から相撲を取る稽古を再開して2024年1月場所で4場所ぶりに復帰。
西三段目26枚目まで番付を下げた復帰の場所は、7戦全勝で三段目優勝。西幕下14枚目となった3月場所は4勝3敗。東幕下11枚目で迎えた5月場所で7戦全勝優勝、場所後の番付編成会議で、翌7月場所での十両復帰が決定した。2024年9月場所は7勝8敗だが、11月場所は番付運に恵まれて番付据え置き。

## エピソード
- 2021年3月場所の入門当初、公式プロフィールの出身地は入門前に居住していた埼玉県朝霞市となっていたが、同年7月場所から熊本県熊本市西区に変更した[1][18]。

## 主な成績
2025年7月場所終了現在

### 通算成績
- 通算成績：140勝85敗29休（27場所）

#### 連勝記録
最多連勝記録は、21連勝。序ノ口（優勝）、序二段、三段目（優勝）と3場所連続7戦全勝。
| 順位 | 連勝数 | 期間                                    | 止めた力士 | 備考 |
| ---- | ------ | --------------------------------------- | ---------- | ---- |
| 10   | 21     | 2021年5月場所2日目 - 2021年9月場所3日目 | 上戸       |      |

- 順位は幕下以下における連勝記録の順位を示している。

### 各段優勝
- 幕下優勝：1回（2024年5月場所）
- 三段目優勝：2回（2021年9月場所、2024年1月場所）
- 序ノ口優勝：1回（2021年5月場所）

### 場所別成績
| | 一月場所 初場所（東京） | 三月場所 春場所（大阪） | 五月場所 夏場所（東京） | 七月場所 名古屋場所（愛知） | 九月場所 秋場所（東京） | 十一月場所 九州場所（福岡） |
| --- | ----------------------- | ----------------------- | ----------------------- | --------------------------- | ----------------------- | --------------------------- |
| 2021年 （令和3年） | x                       | （前相撲）              | 東序ノ口27枚目 優勝 7–0 | 東序二段15枚目 7–0          | 東三段目21枚目 優勝 7–0 | 西幕下17枚目 3–4            |
| 2022年 （令和4年） | 東幕下24枚目 6–1        | 西幕下8枚目 3–4         | 東幕下11枚目 4–3        | 東幕下8枚目 5–2             | 東幕下5枚目 4–3         | 西幕下2枚目 3–4             |
| 2023年 （令和5年） | 西幕下5枚目 5–2         | 東幕下2枚目 4–3         | 東十両13枚目 9–6        | 東十両6枚目 休場 0–0–15     | 東幕下5枚目 休場 0–0–7  | 東幕下46枚目 休場 0–0–7     |
| 2024年 （令和6年） | 西三段目26枚目 優勝 7–0 | 西幕下14枚目 4–3        | 東幕下11枚目 優勝 7–0   | 東十両14枚目 9–6            | 西十両10枚目 7–8        | 西十両10枚目 9–6            |
| 2025年 （令和7年） | 東十両8枚目 8–7         | 西十両5枚目 9–6         | 西十両2枚目 4–11        | 西十両8枚目 9–6             | x                       | x                           |
| 各欄の数字は、「勝ち-負け-休場」を示す。 優勝 引退 休場 十両 幕下 三賞：敢=敢闘賞、殊=殊勲賞、技=技能賞 その他：★=金星 番付階級：幕内 - 十両 - 幕下 - 三段目 - 序二段 - 序ノ口 幕内序列：横綱 - 大関 - 関脇 - 小結 - 前頭（「#数字」は各位内の序列） |                         |                         |                         |                             |                         |                             |

## 改名歴
- 藤青雲 龍輝（ふじせいうん たつき）2021年3月場所 -